# Blackville (Nouveau-Brunswick)
Ne doit pas être confondu avec Paroisse de Blackville.
Blackville est un ancien village du Nouveau-Brunswick, au Canada. Il fait partie de la communauté rurale de Miramichi River Valley depuis la réforme de la gouvernance locale du 1er janvier 2023.

## Toponyme
Le village s'appelle à l'origine The Forks et le bureau de poste porte quant à lui le nom Decantillon's de 1842 à 1847. Le nom actuel date de 1830, en l'honneur de William Black (1770-1830)[réf. nécessaire][Lequel ?], qui fut gouverneur intérimaire du Nouveau-Brunswick en 1830 durant une absence de Howard Douglas. Le village a donné son nom à la paroisse de Blackville.

## Géographie

### Situation
Blackville est situé dans le comté de Northumberland, à 46 kilomètres de route au sud-ouest de Miramichi et à 130 km au nord-est de Fredericton. Le village est bâti sur la rive gauche (ouest) de la rivière Miramichi Sud-Ouest, au confluent de la rivière Bartholomew.
Blackville est enclavé dans la paroisse de Blackville. Le village a une superficie de 21,73 kilomètres carrés. Les municipalités les plus proches sont Doaktown, à[pas clair]

### Logement
Le village comptait 388 logements privés en 2006, dont 375 occupés par des résidents habituels. Parmi ces logements, 86,7 % sont individuels, 0,0 % sont jumelés, 2,7 % sont en rangée, 0,0 % sont des appartements ou duplex et 5,3 % sont des immeubles de moins de cinq étages. Enfin, 2,7 % des logements entrent dans la catégorie autres, tels que les maisons-mobiles. 84,0 % des logements sont possédés alors que 16,0 % sont loués. 68,0 % ont été construits avant 1986 et 4,0 % ont besoin de réparations majeures. Les logements comptent en moyenne 7,3 pièces et 0,0 % des logements comptent plus d'une personne habitant par pièce. Les logements possédés ont une valeur moyenne de 79 395 $, comparativement à 119 549 $ pour la province.

## Histoire
Royaume-Uni de Grande-Bretagne et d'Irlande (1801-1867)

Blackville est fondé avant 1801 par des Loyalistes originaires de la basse vallée du fleuve Saint-Jean et des personnes de Miramichi, surtout des Écossais.
En 1825, Blackville est touché par les Grands feux de la Miramichi, qui dévastent entre 10 000 km2 et 20 000 km2 dans le centre et le nord-est de la province et tuent en tout plus de 280 personnes,.
Un premier bureau de poste est ouvert en 1842.
Blackville est constitué en municipalité le 9 novembre 1966. L'école de Blackville est inaugurée en 1974.

## Démographie
(juillet 2016).
Le village comptait 931 habitants en 2006, soit une baisse de 8,3 % en 5 ans. Il y avait alors en tout 370 ménages dont 275 familles. Les ménages comptaient en moyenne 2,5 personnes tandis que les familles comptaient en moyenne 2,9 personnes. Les ménages étaient composés de couples avec enfants dans 31,1 % des cas, de couples sans enfants dans 27,0 % des cas et de personnes seules dans 25,7 % des cas alors que 16,2 % des ménages entraient dans la catégorie autres (familles monoparentales, colocataires, etc.). 69,1 % des familles comptaient un couple marié, 10,1 % comptaient un couple en union libre et 20,0 % étaient monoparentale. Dans ces dernières, une femme était le parent dans 81,8 % des cas. L'âge médian était de 39,0 ans, comparativement à 41,5 ans pour la province. 79,7 % de la population était âgée de plus de 15 ans, comparativement à 83,8 % pour la province. Les femmes représentaient 50,5 % de la population, comparativement à 51,3 % pour la province. Chez les plus de 15 ans, 29,3 % étaient célibataires, 51,3 % étaient mariés, 3,3 % étaient séparés, 7,3 % étaient divorcés et 8,7 % étaient veufs. De plus, 8,1 % vivaient en union libre.
| 1981 | 1986 | 1991 | 1996 | 2001  | 2006 | 2011 |
| ---- | ---- | ---- | ---- | ----- | ---- | ---- |
| 892  | 903  | 938  | 957  | 1 015 | 931  | 990  |

| 2016 | - | - | - | - | - | - |
| ---- | - | - | - | - | - | - |
| 958  | - | - | - | - | - | - |

## Économie
Entreprise Miramichi, membre du Réseau Entreprise, a la responsabilité du développement économique.
La Blackville Credit Union est une caisse populaire membre de la Credit Union Central of New Brunswick.

## Administration
(juillet 2016).

### Conseil municipal
Le conseil municipal est formé d'un maire et de quatre conseillers. Le conseil précédent est formé à la suite de l'élection du 12 mai 2008; le maire est alors élu par acclamation. Le conseil municipal actuel est élu lors de l'élection quadriennale du 14 mai 2012. Le maire Hall Muck démissionne en 2013 pour des raisons personnelles. Une élection partielle a donc lieu le 28 octobre 2013 suivant et Andrew Hawkes l'emporte. Le conseil municipal actuel est élu lors de l'élection quadriennale du 10 mai 2016.
Conseil municipal actuel
| Mandat      | Fonctions   | Nom(s)                                                                 |
| ----------- | ----------- | ---------------------------------------------------------------------- |
| 2012 - 2016 | Maire       | Andrew Hawkes                                                          |
| 2012 - 2016 | Conseillers | Christopher David Hennessy, Cindy M. Ross et Matthew William Sturgeon. |

Anciens conseils municipaux
| Mandat      | Fonctions   | Nom(s)                                                                |
| ----------- | ----------- | --------------------------------------------------------------------- |
| 2008 - 2012 | Maire       | Glen Hollowood                                                        |
| 2008 - 2012 | Conseillers | Jonathan A. Brennan, Cindy Mary Ross, Jack Stewart et Cindy Sturgeon. |

|  | Indépendant | 198? - 199?     | Roland V. Walls         |
|  | Indépendant | ? - 1998        | Glen Hollowood          |
|  | Indépendant | 1998 - 2001     | Roland Doad Walls       |
|  | Indépendant | 2001 - 2004     | Omer A. MacKenzie       |
|  | Indépendant | 2004 - 2012     | Glen Hollowood          |
|  | Indépendant | 2012 - 2013     | Harold (Hal) Peter Muck |
|  | Indépendant | 2013 - en cours | Matt Sturgeon (intérim) |
|  | Indépendant | 2013 - en cours | Andrew Hawkes           |

### Commission de services régionaux
Blackville fait partie de la Région 5, une commission de services régionaux (CSR) devant commencer officiellement ses activités le 1er janvier 2013. Blackville est représenté au conseil par son maire. Les services obligatoirement offerts par les CSR sont l'aménagement régional, la gestion des déchets solides, la planification des mesures d'urgence ainsi que la collaboration en matière de services de police, la planification et le partage des coûts des infrastructures régionales de sport, de loisirs et de culture; d'autres services pourraient s'ajouter à cette liste.

### Représentation et tendances politiques
Blackville est membre de l'Union des municipalités du Nouveau-Brunswick.
 Nouveau-Brunswick: Blackville fait partie de la circonscription provinciale de Miramichi-Sud-Ouest, qui est représentée à l'Assemblée législative du Nouveau-Brunswick par Jake Stewart, du Parti progressiste-conservateur. Il fut élu en 2010.
 Canada: Blackville fait partie de la circonscription électorale fédérale de Miramichi, qui est représentée à la Chambre des communes du Canada par Tilly O'Neill-Gordon, du Parti conservateur. Elle fut élue lors de la 40e élection fédérale, en 2008.

## Vivre à Blackville
L'école Blackville accueille les élèves de la maternelle à la 12e année. C'est une école publique anglophone faisant partie du district scolaire #16.
Blackville possède un centre de santé, un bureau de poste, un poste d'Ambulance Nouveau-Brunswick, une caserne de pompiers ainsi qu'un poste de la Gendarmerie royale du Canada, siège du district 6, qui regroupe l'ouest du comté.
L'église Trinity est une église anglicane siège de la paroisse de Derby et Blackville. L'église catholique romaine St. Raphael's fait partie du diocèse de Saint-Jean; elle compte aussi une mission à Howard. Blackville compte aussi une église presbytérienne.
Les anglophones bénéficient du quotidien Telegraph-Journal, publié à Saint-Jean et de l'hebdomadaire Miramichi Leader, publié à Miramichi. Les francophones bénéficient quant à eux du quotidien L'Acadie nouvelle, publié à Caraquet, ainsi que de l'hebdomadaire L'Étoile, de Dieppe.

## Culture

### Langues
Selon la Loi sur les langues officielles, Blackville est officiellement anglophone puisque moins de 20 % de la population parle le français.

### Personnalités
- Wayne Curtis (1943-), écrivain, né près de Blackville.
- Jake Stewart, enseignant et homme politique, né à Blackville.